# Liste des munitions d'armes d'épaule
La liste des munitions d'armes d'épaule qui suit est une liste de munitions utilisée par des armes d'épaule, telles que la carabine de chasse, la carabine de combat, le fusil de chasse, le fusil de combat (à pompe ou semi-automatique), le fusil de précision, le pistolet mitrailleur, le fusil d'assaut et la mitrailleuse.

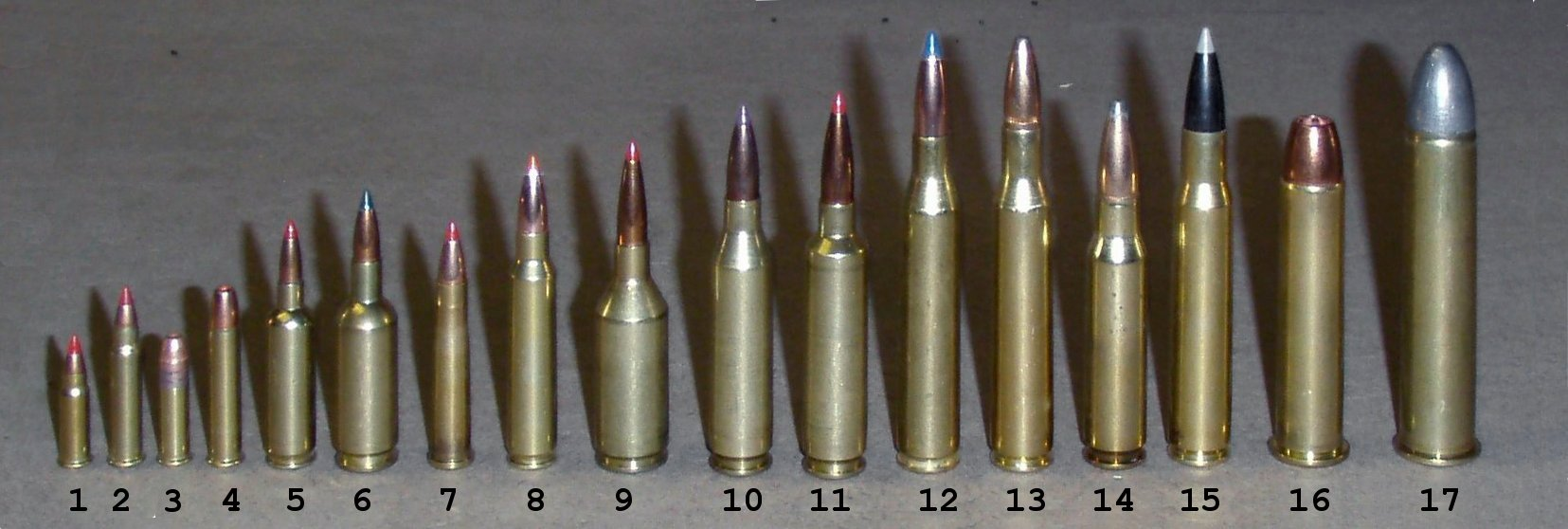
De gauche à droite : .17 HM2 (1), .17 HMR (2), .22LR (3), .22 WMR (4), .17/23 SMc (5), 5mm/35 SMc (6), .22 Hornet (7), .223 Remington (8), .223 WSSM (9), .243 Winchester (10), .243 Winchester Improved (Ackley) (11), .25-06 Remington (12), .270 Winchester (13), .308 (14), .30-06 (15), .45-70 Government (16), .50-90 Sharps (17).

Ces munitions sont rangées dans l'ordre croissant des calibres, en pouce et en métrique:

## Calibre en pouce

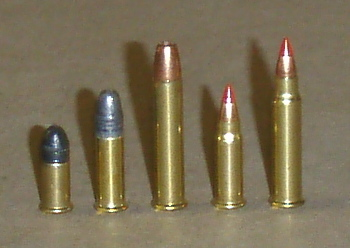
Munition de petit calibre, de gauche à droite: .22 Court, .22 Long Rifle, .22 WMR, .17 HM2, .17 HMR.

### Inférieur au calibre .30
- .14/221
- .14-222
- .14 Walker Hornet
- .17 Remington
- .17 Remington Fireball (basé sur la .17 Mach IV)
- .17 Hornady Mach 2 (.17HM2)
- .17 Hornady Magnum Rimfire (.17HMR)
- .17-223
- .17 Ackley Bee
- .17 CCM
- .17 Hornet
- .17 PMC/Aguila
- .17 Mach IV (Maintenant connu sous le nom de .17 Remington Fireball)
- .17 PPC
- .17/23 SMC
- .17-357 RG (.172" Wildcat basé sur le .357 SIG)
- .19 Calhoon Hornet
- .19 Badger
- .19-223
- .20 VarTarg
- .20 Tactical
- .204 Ruger
- .218 Bee
- .219 Zipper
- .219 Donaldson Wasp
- .22-243 Middlestead
- .22-250 Remington (.22-250 Ackley Improved)
- .22/303
- .25/303
- .22 Long
- .22 Long Rifle
- .22 Court
- .22 WMR (.22 Magnum)
- .22 WRF
- .22 Hornet
- .22 PPC
- .22 BR Remington
- .220 Russian
- .220 Swift
- .221 Remington Fireball
- .222 Remington
- .222 Remington Magnum
- .222 Rimmed
- .223 Remington (.223 AI)
- .223 WSSM
- .224 Weatherby Magnum
- .225 Winchester
- .240 Weatherby Magnum
- .240 Apex (.240 Belted Nitro Express et.240 Magnum Flanged)
- .243 Winchester (.243 AI)
- .243 WSSM
- .244 Remington (6 mm Remington)
- .244 H&H Magnum
- .250-3000 Savage
- .256 Winchester Magnum
- .256 Newton
- .25-06 Remington
- .25-20 Winchester
- .25-35 Winchester (6.5 x 52R)
- .25 Remington
- .25 WSSM
- .257 Roberts (.257 Roberts +P) (.257 Roberts Ackley Improved)
- .257 Weatherby Magnum
- .260 Remington
- .264 Winchester Magnum
- .270 Weatherby Magnum
- .270 Winchester
- .270 WSM (Winchester Short Magnum)
- .270 Sabi
- .275 H&H Magnum
- .276 Pedersen
- .280 British
- .280 Remington (7 mm Express Remington)
- .280 Ross (280 Rimless Nitro Express)
- .284 Winchester

### Du calibre.30 au.39
- .30 Carbine
- .30 Newton
- .30 R Blaser
- .30 Remington
- .30 TC
- .30 USA
- .30-30 Winchester
- .30-03
- .30-284 Winchester
- .30-06 JDJ
- .30-06 Springfield
- .30-40 Krag (.30 Army)
- .30-378 Weatherby Magnum
- .300 Savage
- .300 Remington SA Ultra Mag (en)
- .300 WSM (en) (Winchester Short Magnum)
- .300 Winchester Magnum
- .300 H&H Magnum
- .300 Weatherby Magnum
- .300 Remington Ultra Magnum
- .300 PRC
- .300 Dakota
- .300 ICL Grizzly
- .300 Lapua Magnum
- .300 Ruger Compact Magnum (en)
- .300 Whisper
- .300 AAC Blackout (en)
- .303 British
- .303 Savage
- .303 Sporting
- .307 Winchester
- .308 Marlin Express
- .308 Norma Magnum
- .308 Winchester
- .32-20 Winchester (.32 WCF,.32-20 Marlin,.32 Colt Lightning)
- .32-40 Ballard
- .32-40 Winchester
- .32 Remington
- .32 Winchester self loading
- .32 Winchester Special
- .325 WSM (en) (Winchester Short Magnum)
- .33 Winchester (.33 WCF)
- .330 Dakota
- .338-378 Weatherby Magnum
- .338 Federal
- .338 Lapua Magnum
- .338 Remington Ultra Magnum
- .338 Sabi
- .338 Weatherby RPM (Rebated Precision Magnum)
- .338 Winchester Magnum
- .338-06 A-Square
- .338 Whisper (Series 1)
- .338 Whisper (Series 2)
- .338 Voschol
- .338 x 57 O'Connor
- .340 Weatherby Magnum
- .348 Winchester
- .35 Newton
- .35 Remington
- .35 Whelen
- .35 Winchester
- .350 Legend (en)
- .350 Remington Magnum
- .351 Winchester Self-Loading
- .356 Winchester
- .358 Norma Magnum
- .358 Winchester
- .360 Buckhammer (en)
- .375 Chey Tac
- .375 H&H Magnum
- .375 Ruger
- .375 Verney Carron
- .375 Remington Ultra Magnum
- .375 Weatherby Magnum
- .375 Whelen (.375-06)
- .375 Winchester
- .375 Dakota
- .375 Whisper (Series 2)
- .376 Steyr
- .378 Weatherby Magnum
- .38-40 Winchester
- .38-55 Winchester

### Du calibre .40 au .49
- .40-60 Remington
- .40-65 Winchester
- .40-70 Sharps
- .400 H&H Magnum
- .400 Tembo
- .401 Winchester Self Loading
- .404 Jeffery (10,75 x 73 mm)
- .405 Winchester
- .408 Chey Tac
- .410
- .416 Remington Magnum
- .416 Rigby
- .416 Weatherby Magnum
- .416 Barrett
- .416 Taylor
- .416 Whisper (Series 2)
- .425 Westley Richards
- .43 mauser (11mm x 60 mauser)
- .44-40 Winchester
- .44 Remington Magnum
- .444 Marlin
- .45-70 Government
- .45-90 Sharps
- .45-110 Sharps
- .45-120 Sharps
- .450 Bushmaster
- .450 Marlin
- .450 Rigby
- .450 Watts Magnum
- .458 Lott
- .458 Sabi
- .458 Winchester Magnum
- .458 SOCOM
- .460 Weatherby Magnum
- .465 H&H Magnum
- .470 Nitro Express
- .470 Capstick
- .475 OKH
- .475 Ackley

### Supérieur au calibre .50
- .50-70 Government
- .50-90 Sharps
- .50-140 Sharps
- .50 Alaskan
- .50 Beowulf
- .50 BMG
- .50 Peacekeeper
- .500 Black Powder Express
- .500 Jeffrey Nitro Express
- .500 Nitro Express 3"
- .500 MDM
- .500 B&M
- .500/450 Nitro Express
- .500/465 Nitro Express
- .505 Gibbs
- .505 Jeffery
- .510 DTC Europ
- .510 Fat Mac
- .510 Whisper
- .510 Kodiak Express
- .550 Magnum
- .550 Nitro Express
- .577 Nitro Express
- .577 Tyrannosaur (.577 T-Rex)
- .577 Snider
- .577/450 Martini-Henry
- .577/500 No 2 Black Powder Express
- .585 Nyati
- .600 Nitro Express
- .600/577 REWA
- .600 Overkill
- .700 Nitro Express
- .750 Hornady
- .950 JDJ

## Calibre métrique

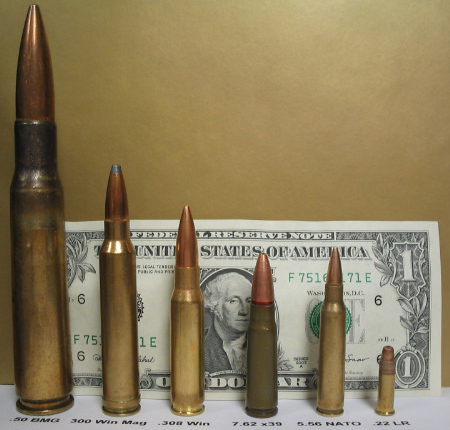
De gauche à droite : .50 BMG, 300 Win Mag, .308 Winchester, 7.62 Soviet, 5,56 OTAN, .22LR.

### Calibre inférieur à6mm
- 4,5 mm MKR
- 5 mm Remington Mag
- 5 mm Craig
- 5 mm/35 SMc
- 5,45 × 39 mm M74
- 5,56 × 30 mm
- 5,56 × 45 mm OTAN
- 5,6 × 50 mm Magnum
- 5,6 × 52R (.22 Savage Hi-Power)
- 5,6 mm Suisse
- 5,6 × 57 mm
- 5,6 × 57R mm
- 5,6 × 61 SE (5.6 ×61 Vom Hofe Super Express)
- 5,7 × 28 mm
- 5,8 × 42 mm DBP87

### Calibre de6mmà7mm
- 6-06
- 6-284
- 6 mm BR Remington
- 6 mm PPC
- 6 mm Musgrave
- 6 mm Remington (.244 Remington)
- 6 mm BRX
- 6 mm Dasher
- 6 mm XC
- 6 × 45 mm
- 6 × 47 mm Swiss Match (6mm/222 Mag)
- 6,5-284
- 6,5 mm Creedmoor (en)
- 6,5 mm Remington Magnum
- 6,5 mm Grendel
- 6.5 Weatherby RPM (Rebated Precision Magnum)
- 6,5 × 47 mm Lapua
- 6,5 × 50 mm Arisaka
- 6,5 × 52 mm Mannlicher-Carcano
- 6,5 × 53 mm R Mannlicher
- 6,5 × 54 mm Mannlicher-Schoenauer Greek
- 6,5 × 55 mm Swedish Mauser
- 6,5 × 57 mm
- 6,5 × 57 mm Mauser
- 6,5 × 68 mm (Connu aussi comme 6,5 × 68 RWS, 6,5 × 68 Schüler ou 6,5 × 68 Von Hofe Express)
- 6,8 mm Remington SPC
- 6.8 Western

### Calibre de7mmà8mm
- 7 mm-08 Remington
- 7-30 Waters
- 7 mm Dakota
- 7 mm BR Remington
- 7 mm Express Remington (.280 Remington)
- 7 mm Remington Magnum
- 7 mm Remington SA Ultra Mag
- 7 mm Remington Ultra Magnum
- 7 mm STW
- 7 mm Weatherby Magnum
- 7 mm WSM (Winchester Short Magnum)
- 7 × 33 mm Sako
- 7 × 54 mm Fournier
- 7 × 57 mm Mauser (.275 Rigby)
- 7 × 61 mm Sharpe & Hart
- 7 × 64 mm Brenneke
- 7 × 65 mm R Brenneke
- 7 × 66 mm SE
- 7 × 72 mm R
- 7 × 75 mm RSE von hofe
- 7,5 × 54 mm MAS mod. 1929
- 7,5 × 55 mm Schmidt Rubin
- 7,5 × 57 mm MAS mod. 1924
- 7,62 × 25 mm Tokarev
- 7,62 × 25 mm Toula-tokarev
- 7,62 × 33 mm (développé pour la M1 Carbine)
- 7,62 × 38 mmR
- 7,62 × 39 mm (développé pour l'AK-47)
- 7,62 × 45 mm vz. 52
- 7,62 × 51 mm OTAN (.308 Winchester)
- 7,62 × 54 mmR (7,62 russe)
- 7,62 × 63 mm
- 7,63 × 25 mm Mauser
- 7,65 mm Parabellum
- 7,65 × 53 mm Mauser (7,65 Argentine)
- 7,65 × 53 mm R
- 7.63 × 54 mm Greek Mannlicher-Schoenauer
- 7,7 × 58 mm Arisaka
- 7,82 Lazzeroni Patriot
- 7,82 Lazzeroni Warbird
- 7,92 × 33 mm Kurz
- 7,92 mm Mauser (8 mm Mauser ou 8x57 JS)

### Calibre de8mmà9mm
- 8 mm Lebel
- 8 mm Remington Magnum
- 8 × 50 mm R
- 8 × 56 mm Mannlicher-Schoenauer
- 8 × 56 mm R
- 8 × 57 mm JS
- 8 × 57 mm JRS
- 8 × 60 mm S
- 8 × 64 mm S Brenneke
- 8 × 65 mm RS Brenneke
- 8 × 68 mm S
- 8 × 72 mm R
- 8 × 75 mm RS

### Calibre supérieur à9mm
- 9 × 45 mm
- 9 × 56 mm Mannlicher-Schoenauer
- 9 × 57 mm Mauser
- 9,3 × 53 mm
- 9,3 × 57 mm
- 9,3 × 62 mm
- 9,3 × 64 mm Brenneke
- 9,3 × 66 mm Sako
- 9,3 × 72 mm D
- 9,3 × 74 mm R
- 9,5 × 57 mm Mannlicher-Schoenauer (.375 Rimless Nitro Express x 2-1/4")
- 10 × 35 mm Vetterli
- 10,4 × 38 mm R Vetterli suisse
- 10,4 × 60 mm R
- 10,75 × 57 mm
- 10,75 × 68 mm Mauser
- 10,75 × 73 mm
- 11 × 59 mm R Gras
- 11 × 60 mm Mauser
- 11,2 × 60 mm Schuler
- 12,7 x 55 mm
- 12,7 × 99 mm OTAN
- 12,7 × 108 mm
- 14,5 × 114 mm
- 14,5 mm JDJ
- 15,2 mm Steyr Armor Piercing Fin Stabilized Discarding Sabot (APFSDS)
- 20 × 110 mm Hispano
- 30 × 165 mm
- 30 × 173 mm

## Munitions pourfusil de chasseà canon lisse

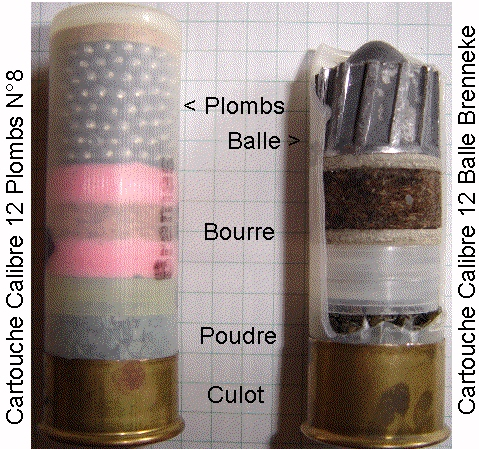
Cartouches pour fusil de chasse.

Les calibres de fusil de chasse sont, en ordre décroissant de puissance, le 4, 8, 10, 12, 16, 20, 24, 28, 32 (aussi appelé 14 mm) et 36 (aussi appelé .410 ou 12 mm).
À l'exception du calibre .410, qui indique le diamètre intérieur du canon en pouce, le chiffre indique le nombre de sphères du diamètre du canon qu'il serait possible de faire avec une livre de plomb.
Par exemple, le calibre 12 indique que douze sphères, du diamètre du canon, pourraient être fabriquées à partir d'une livre de plomb. De nos jours, les calibres les plus courants sont le 12, le 16, le 20 et le .410.
- Calibre 2
- Calibre 4
- Calibre 6
- Calibre 8
- Calibre 10
- Calibre 12
- Calibre 14
- Calibre 16
- Calibre 20
- Calibre 24
- Calibre 28
- Calibre 32 (aussi appelé 14 mm)
- Calibre 36 (aussi appelé .410 ou 12 mm)
- Calibre 9 mm Annulaire ou à  percussion centrale (obsolète)
- Calibre 8 mm Annulaire  ou à percussion centrale
- Calibre 22 Shotshell Annulaire 5.50 (obsolète)

## Sources
- (en) Cet article est partiellement ou en totalité issu de l’article de Wikipédia en anglais intitulé « List of rifle cartridges » (voir la liste des auteurs).